# Южна Дакота
Южна Дакота (на английски: South Dakota) е щат в САЩ, чийто пощенски код е SD, а столицата се казва Пиър. Най-голям град е Сиукс Фолс. Южна Дакота е с население от 886 667 жители (2020). Общата площ на щата е 199 729 km², от които 196 778 km² са суша и 2951 km² – вода (1,48%).

## География
Южна Дакота граничи на север със Северна Дакота, на юг с Небраска, на изток с Айова и Минесота, а на запад с Уайоминг и Монтана. Най-високата точка на щата е връх Черен лос (Black Elk) с височина 2207 m, а най-ниската точка се намира на 294 m надморска височина и това е бреговата линия на езерото Големият камък (Big Stone).
Най-дългата река в САЩ (р. Мисури) преминава през Дакота. Други големи реки в Южна Дакота са: Шайен, Джеймс, Биг Сиукс и Уайт Ривър. Освен това язовирите на река Мисури образуват четири големи резервоара: езерото Оахе, езерото Шарп, езерото Франсис и езерото Луис и Кларк.

## Градове
- Абърдийн
- Брукингс
- Дедуд
- Медисън
- Мичел
- Пиър
- Рапид Сити
- Сиукс Фолс
- Уотъртаун

## Окръзи
Южна Дакота се състои от 66 окръга:
1. Бенет
2. Бийдъл
3. Бон Хом
4. Браун
5. Брукингс
6. Бруле
7. Бъфало
8. Бют
9. Грант
10. Грегъри
11. Дей
12. Дейвисън
13. Джаксън
14. Джеролд
15. Джоунс
16. Дъглас
17. Дюи
18. Дюъл
19. Едмъндс
20. Зийбак
21. Кембъл
22. Кингсбъри
23. Кларк
24. Клей
25. Кодингтън
26. Корсън
27. Къстър
28. Лимън
29. Лейк
30. Линкълн
31. Лорънс
32. Майнър
33. Маккук
34. Макфиърсън
35. Маршал
36. Мелет
37. Мийд
38. Минехаха
39. Муди
40. Орора
41. Пенингтън
42. Потър
43. Пъркинс
44. Робъртс
45. Санборн
46. Спинк
47. Стенли
48. Съли
49. Тод
50. Трип
51. Търнър
52. Уолуърт
53. Фол Ривър
54. Фолк
55. Хайд
56. Хамлин
57. Хардинг
58. Хейкън
59. Хенд
60. Хенсън
61. Хътчинсън
62. Хюз
63. Чарлз Микс
64. Шанън
65. Юниън
66. Янктън